# Aragoto
Aragoto (jap. 荒事) – japoński styl gry aktorskiej, charakterystyczny dla ról męskich teatru kabuki. Dosłownie termin aragoto oznacza szorstkość. Styl aragoto jest więc szorstki i gwałtowny, jednocześnie jest prosty. Ruchy aktora charakteryzują się gwałtownością i przesadą. Dzięki tym cechom gra w stylu aragoto zdobyła plebejską publiczność i upowszechniła się w teatrach kabuki.

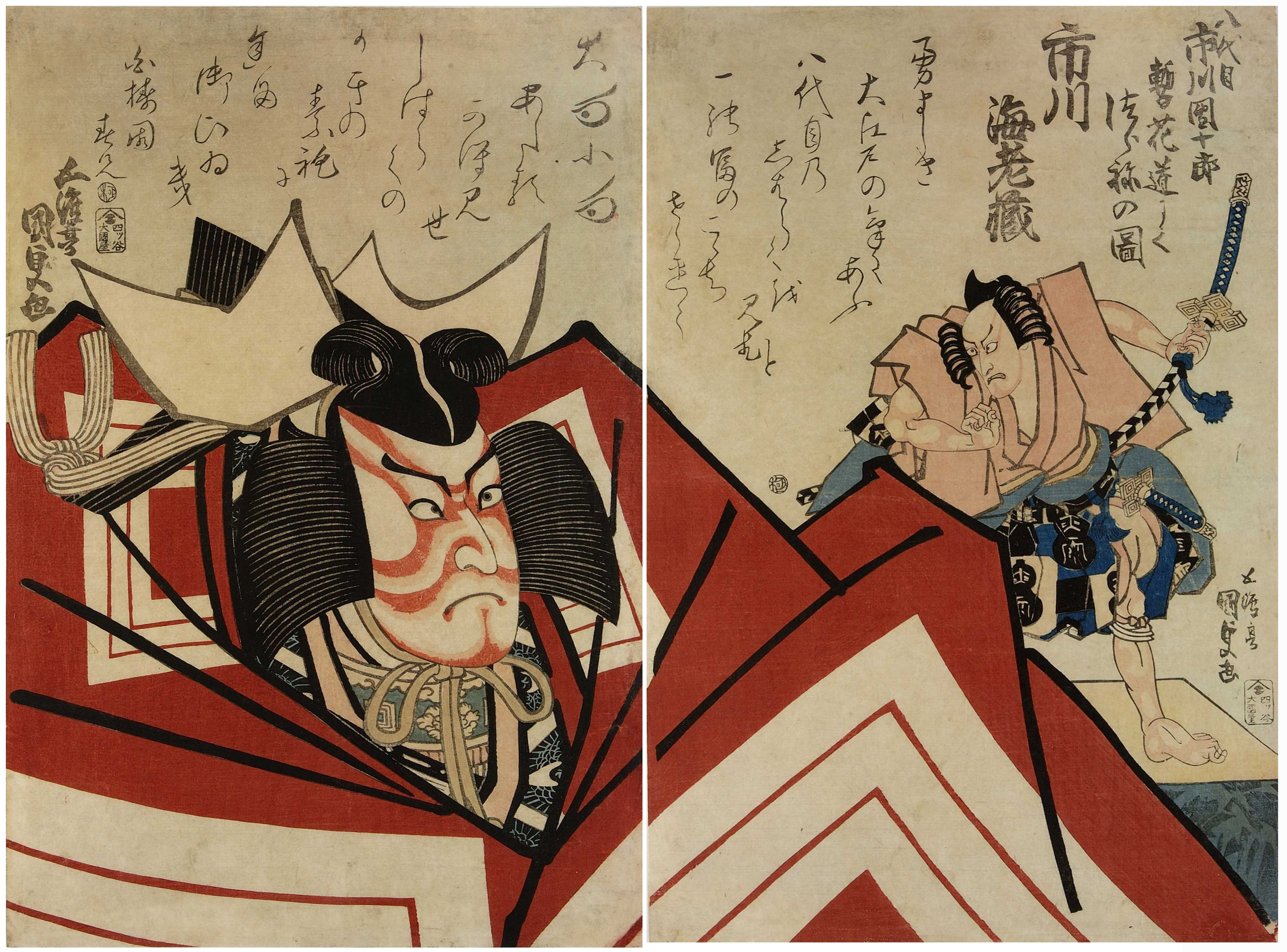
Ichikawa Danjūrō VIII w głównej roli w sztuce Shibaraku, ucharakteryzowany w stylu aragoto (XIX wiek)

Po raz pierwszy styl aragoto został zastosowany na przełomie XVII i XVIII wieku przez aktora Danjūrō Ichikawę I w teatrze kabuki w Edo. Za źródło inspiracji dla Ichikawy, należącego do yamabushi shugendō mogły posłużyć, po pierwsze, praktykowane przez sektę rytualne tańce aramai, których tancerze utożsamiali się z wojownikami i bóstwami (m.in. z bogiem Fudō). Po drugie zaś, Danjūrō Ichikawa mógł zaczerpnąć styl z popularnych w jego epoce wystawianych w teatrze lalek sztuk kojōruri w brutalnym stylu kinpira, opowiadających o przygodach Kinpiry Sakaty i jego trzech młodych towarzyszach.
Strój aktora, grającego w stylu aragoto jest przesadnie pyszny. Charakteryzacja kumadori przypomina maskę. Polega na nałożeniu grubej warstwy białego podkładu. Oczy i usta są przesadnie podkreślane. Brwi są podczerniane, a na policzki nakładane są cienie. Cechy charakteru odgrywanej postaci oddają grube czarne kreski.